# Bob Bralove

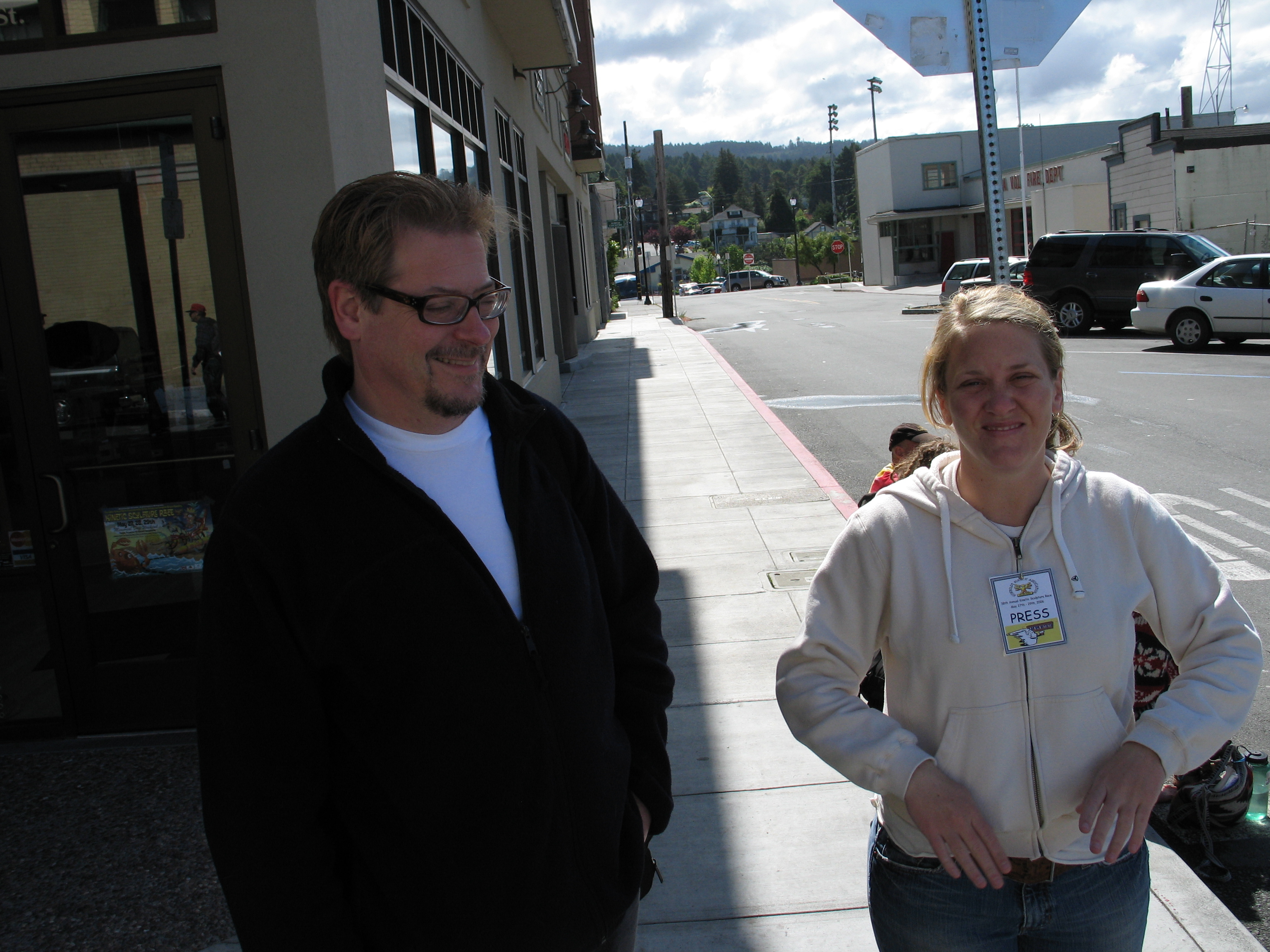
Bob Bralove (links, 2006)

Bob Bralove (* 1955 in Manhattan, New York) ist ein US-amerikanischer Musiker, Künstler und Produzent, der vor allem durch seine Arbeit mit der Band Grateful Dead bekannt wurde.

## Lebenslauf
Bob Bravelove wurde 1955 im Stadtteil Manhattan von New York City geboren und hat den Summer of Love als Zwölfjähriger miterlebt. In Massachusetts besuchte er das Hampshire College und studierte dort Psychologie sowie Komposition. Aus Krankheitsgründen konnte er sein Studium nicht beenden. 1975 zog er nach San Francisco und besuchte dort die San Francisco State University, wo er Komposition weiterstudierte. Da er eine Arbeit suchte, kam er in Kontakt zur Szene in Silicon Valley, wo er seine Begeisterung für PCs und Software fand. Er bekam eine Anstellung bei Osborne Computer Corporation, die einen der ersten tragbaren Computer entwickelten.
Stevie Wonder gehörte zu den Kunden von Osborne Computer und benötigte einen Fachmann, der ihm die Einstellungen der Bühneneinrichtung herstellte. Da Bralove sowohl als Computerfachmann als auch als Kenner der Musik galt, wurde ein Kontakt zu ihm eingerichtet. Für Wonder sollte Bob Bralove die Synthesizer einrichten und das Soundsystem einstellen. Hierfür lernte Bralove selber das Spielen eines Keyboards. Bralove arbeitete acht Jahre für Stevie Wonder und war an mehreren Alben beteiligt.
Bei einer Grammy Veranstaltung traf er Merl Saunders, der einen TV-Musiker für die The New Twilight Zone suchte. Bralove sagte zu und lernte darüber die Band Grateful Dead kennen, da Jerry Garcia die Titelmusik 1985 schrieb. Garcia war beeindruckt von seinem technischen Wissen und engagierte ihn als Unterstützung von Brent Mydland. Die Aufnahme von Touch of Grey war der erste Song, bei dem Bralove mitwirkte. Nach der Aufnahme von Dylan & The Dead begleitete er die Deads bei einer Tournee. Bei diesen Shows begann er, seinen Ruf als „MIDI-Wizzard“ aufzubauen, wie ihn z. B. San Francisco Chronicle nannte.
Für die Deads produzierte er u. a. die Alben Infrared Roses und Built to Last, zudem schrieb er an den Songs „Picasso Moon“, „Way to Go Home“, „Easy Answers“, „Parallelogram“, „Little Nemo in Nightland“ und „Sparrow Hawk Row“ mit. Zudem war er maßgeblich an den „Drums and Space“ bei den Shows beteiligt.
Nach dem Tod von Jerry Garcia gründete er zuerst die Band Dose Hermanos zusammen mit Tom Constanten. Doch auch bei Second Sight (mit Vince Welnick) und The Psychedelic Keyboard Trio (zusammen mit Constanten und Welnick) wirkte er mit. Alle drei Bands gehören zur sogenannten Grateful Dead Familie.
2007 erschien sein erstes Soloalbum namens „Stories in Black and White“.
Neben seiner musikalischen Karriere, beschäftigt er sich mit digitaler Kunst.

## Diskografie (Auswahl)

### Mit Stevie Wonder
- The Woman in Red, 1984
- In Square Circle, 1985

### Mit Grateful Dead
- Dylan & The Dead, 1988
- Built to Last, 1989
- Infrared Roses, 1991
- Grayfolded (1996)
- Terrapin Station (Limited Edition), 1997
- So Many Roads, 1999

### Mit Dose Hermanos
- Sonic Roar Shock, 1997
- Live From California, 1998
- Shadow Of The Invisible Man (DVD), 1999
- Search For Intelligent Life, 2000
- Bright Shadows, 2004

### Soloalben
- Stories in Black and White, 2007

### Mit anderen Musikern
- Headed For The Future, Neil Diamond, 1986
- Trios, Rob Wasserman, 1993
- Eternity Blue, Henry Kaiser, 1995
- Second Sight, Second Sight, 1996
- Missing Man Formation, Missing Man Formation, 1998
- The Strange Remain, The Other Ones, 1999